# Московская биржа (Российская империя)
Московская биржа — биржа в Москве, открытая 8 (20) ноября 1839 года и упразднённая после свёртывания НЭПа. Развивалась преимущественно как товарно-сырьевая, но также оперировала с ценными бумагами. Располагалась в здании на углу Ильинки и Рыбного переулка.

## Деятельность
Московская биржа начала свою деятельность и развивалась преимущественно как товарно-сырьевая. Основными биржевыми товарами были хлопок-сырец, хлопчатобумажная пряжа, миткаль; впоследствии, список дополнили нефть, каменный уголь и другое минеральное сырьё. Биржа физически контролировала складские запасы биржевых товаров, так, в 1913 году в ведении её комитета состояли 33 биржевые артели, ответственные за приём-отпуск товаров и охрану складов.
Из финансовых активов на бирже первоначально обращались только государственные облигации. Начиная с 1870-х годов, в котировальные списки также включались акции и облигации частных предприятий. К 1900 году на Московской бирже были зарегистрированы 120 различных выпусков ценных бумаг с постоянным доходом (облигации) и 80 — с доходами в виде дивидендов (акции). Государственные бумаги даже в 1913 году оставались основой фондового рынка).
В структуре бумаг, допущенных к торговле на Московской бирже в 1913 году были:
- государственные облигации — 11,7 млрд руб. (60,5 % от всех допущенных к торговле бумаг);
- акции 40 акционерных обществ — 0,8 млрд руб. по номиналу;
- акции 29 банков — 0,5 млрд руб. по номиналу.

В 1870 году на бирже установлен телеграф, который первоначально был связан прямым сообщением с Санкт-Петербургской биржей. Позднее он связал биржу со всем миром. В помещение телеграфа поступали телеграммы о вексельных курсах, ценах фондов, котировках акций и облигаций из всех городов России. Трижды в день шли сводки из Берлина, с других фондовых бирж мира. Сюда поступала информация об изменении учётной ставки и о всяких существенных событиях на мировом финансовом рынке, о новых займах за границей, о дивидендах крупных предприятий, выпусках облигаций, о состоянии счетов важнейших европейских банков. Сюда стекались также сведения о торговле зерном, сахаром, хлопком, нефтяными продуктами и другими биржевыми товарами.
Особой достопримечательностью Московской биржи, её гордостью была богатейшая библиотека в несколько десятков тысяч томов и стоимостью более 46 тыс. рублей. Её основой стало приобретение полного собрания законов Российской империи и видов внешней торговли.

## Организация

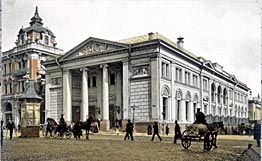
Здание Московской биржи в конце XIX века

Вплоть до 1870 года биржа работала по уставу Петербургской биржи; только в 1870 году Московская биржа получила собственный, отличный от петербургского, устав. Управлял делами биржи особый биржевой комитет. Первым председателем Комитета был городской голова Валентин Куманин, и вплоть до 1859 года городские головы председательствовали в Комитете ex officio, а затем председатель стал избираться комитетом. Биржу возглавляли:
- 1859—1865 — Хлудов, Алексей Иванович
- 1865—1868 — Лямин, Иван Артемьевич
- 1868—1876 — Морозов, Тимофей Саввич
- 1876—1905 — Найдёнов, Николай Александрович
- 1905—1915 — Крестовников, Григорий Александрович
- 1915—1918 — Рябушинский, Павел Павлович

Комитет, избираемый на три года, помимо председателя включал шестерых старшин и одного гоф-маклера. Выборщиками, то есть членами биржи, могли быть московские купцы и общества, обладающие минимальным имущественным цензом и оплачивающие взносы на содержание биржи; число их не превышало пятисот. При Биржевом комитете функционировало несколько комиссий: котировальная, банковская, юридическая, справочная и другие. Данные комиссии контролировали определенные направления работы и оперативно обслуживали возникавшие проблемы.
Капитал Московской биржи на 1 января 1889 года составлял 191 437 руб. 69 коп. Весь XIX век Московская биржа резко отставала от трёх других старейших бирж страны: в Санкт-Петербурге, Одессе и Варшаве. В 1915 году в обществе состояло 406 членов, в том числе 82 единоличных предпринимателя, 82 торговых дома, 242 товарищества и акционерных общества.
Московское биржевое общество, помимо непосредственных прав на управление биржей, имело право на представительство в высших финансовых органах Российской империи и города Москвы, в том числе на выдвижение одного члена совета Государственного банка, двух членов Московской казённой палаты. Биржа также имела представительство в советах московских коммерческих училищ, на которые регулярно отчисляла пожертвования.
Биржевые маклеры избирались купцами 1-й и 2-й гильдий из своей среды, преимущественно из «невинно падших», то есть обанкротившийся не по своей вине, и утверждались правительством. В числе прочего от маклера требовалось русское подданство, свидетельство о зачислении в гильдию или об управлении делами купца 1-й гильдии, возрастной ценз был равен 30 годам. Сами маклеры брали свидетельства 2-й гильдии. Делились они на две категории — по торговым сделкам и фондовые (операции с ценными бумагами). Число их колебалось: в 1866 году — 25, в 1869 году — 75, в 1894 году — 68.

## Здание биржи
Первое здание для биржи было построено в 1838 году, но затем оно стало тесным и в 1873—1875 годах по проекту Александра Каминского на том же месте — на Биржевой площади — построено новое, вместимостью 1150 человек.